# Max et la Doctoresse

Max et la Doctoresse est un court métrage français réalisé par Max Linder en 1914.

## Résumé
Max simule la maladie pour être consulté par la charmante doctoresse. Sa cour porte ses fruits puisqu'il l'épouse. Le soir même du mariage elle est appelée au chevet d'un homme qui a eu une crise. Peu de temps après une autre lettre l'appelle chez un couple dont l'homme a été empoisonné. Max en a marre. Deux ans plus tard le couple possède un enfant dont Max s'occupe. Un jour il entre dans la salle d'attente où cinq patients lisent avant d'être reçu. Il entre dans le cabinet et il surprend sa femme consultant d'un peu trop près un malade. Il l'éconduit brusquement ainsi que les cinq autres.

## Fiche technique
- Réalisation : Max Linder
- Scénario : Max Linder
- Production : Pathé
- Durée : 350 m pour 12 min 14 s
- Genre : Comédie

## Distribution
- Max Linder : Max
- Lucy d'Orbel : La doctoresse, épouse de Max
- Georges Gorby : (rôle non défini)

Le reste de la distribution : 
- (Le domestique de la doctoresse)
- (Marie, la servante du monsieur qui a eu une crise)
- (Le monsieur qui a eu une crise)
- (Adélaïde, la femme du monsieur qui s'est empoisonné)
- (Le monsieur empoisonné)
- (Les six patients de la salle d'attente)